# Departamento San Antonio (Río Negro)
Das Departamento San Antonio liegt im Süden der Provinz Río Negro im Süden Argentiniens und ist eine von 13 Verwaltungseinheiten der Provinz. 
Es grenzt im Norden an die Departamentos Departamento Avellaneda und Conesa, im Osten an das Departamento Adolfo Alsina und den Atlantischen Ozean, im Süden an die Provinz Chubut und im Westen an das Departamento Valcheta. 
Die Hauptstadt des Departamento San Antonio ist San Antonio Oeste.

## Bevölkerung

### Übersicht
Das Ergebnis der Volkszählung 2022 ist noch nicht bekannt. Bei der Volkszählung 2010 war das Geschlechterverhältnis mit 14.815 männlichen und 14.469 weiblichen Einwohnern sehr ausgeglichen mit einem knappen Männerüberhang.
Nach Altersgruppen verteilte sich die Einwohnerschaft auf 8.006 (27,3 %) Personen im Alter von 0 bis 14 Jahren, 18.770 (64,1 %) Personen im Alter von 15 bis 64 Jahren und 2.508 (8,6 %) Personen von 65 Jahren und mehr.

### Bevölkerungsentwicklung
Das Gebiet ist sehr dünn besiedelt und die Bevölkerungszahl stark steigend. Die Schätzungen des INDEC gehen von einer Bevölkerungszahl von 38.126 Einwohnern per 1. Juli 2022 aus.
| Jahr | 1947  | 1960  | 1970  | 1980   | 1991   | 2001   | 2010   | 2022    |
| Einwohner                                                                                                | 5.331 | 6.568 | 8.540 | 19.756 | 24.216 | 23.972 | 29.284 | k. Ang. |
| Bevölkerungsentwicklung des Departements seit 1947; Quelle: Ergebnisse der Volkszählungen in Argentinien |       |       |       |        |        |        |        |         |

## Städte und Gemeinden
Das Departamento San Antonio ist in folgende Gemeinden aufgeteilt:
- San Antonio Oeste
- Sierra Grande

Weitere Orte im Departamento sind Las Grutas, Playas Doradas (auch Balneario El Salado), Punta Colorada und San Antonio Este.